# Margarita Rivière
Margarita Rivière Martí (Barcelona, 17 de agosto de 1944 - ibídem, 29 de marzo de 2015) fue una periodista y escritora española, autora de miles de artículos periodísticos y entrevistas y 30 libros. Destacó por su talante progresista y feminista en los años de la Transición.  Fue una de las primeras mujeres que ejerció el periodismo en España y junto a Teresa Rubio fueron las dos primeras mujeres periodistas del Diario de Barcelona. En 1978 fue miembro fundacional de El Periódico de Catalunya.

## Biografía
Hija de Antonio Rivière Manén y Maria del Pilar Martí Tusquets y casada en 1971 con Jorge de Cominges, periodista, escritor y crítico de cine.
Rivière estudió periodismo en la Escuela de la Iglesia de Barcelona y Filosofía y Letras en la Universidad de Barcelona, además de diseño en París.
Sus primeros trabajos periodísticos fueron en el mundo de la moda como corresponsal en España de la revista francesa Marie Claire, donde trabajó desde 1965 a 1968.  Siguió en la revista de monografías económicas Dossier Mundo de 1971 a 1974, de la que fue redactora jefe. Posteriormente fue jefa de la sección de Cultura en Diario de Barcelona hasta 1978 y jefa de la misma sección en El Periódico de Catalunya hasta 1984. Allí también dirigió del dominical, simultaneándolo con la publicación diaria de columnas de opinión. 
De 1988 a 1992 fue directora de la agencia EFE en Cataluña. 
En algunas de sus entrevistas recordaba cómo en las instalaciones del periódico no había baño para mujeres, así que tenían que desplazarse bastante lejos para ir al servicio.
El primer libro que escribió fue junto con el ginecólogo Santiago Dexeus fue el primer manual de anticonceptivos que hubo en España, en el año 1977. Cuando ese libro se publicó, todavía existía el antiguo código penal, cuyo artículo 416 prohibía divulgar los anticonceptivos. No estaba prohibido consumirlos ni venderlos, estaba prohibido divulgarlos.
A lo largo de su trayectoria profesional centró su trabajo en la entrevista y los artículos, especialmente en el ámbito catalán. Entre las personalidades a las que entrevistó figuran el rey Juan Carlos I, El Lute, Yoko Ono, el Dalái lama, Pedro Almodóvar, Edgar Morin, Jordi Pujol, Elia Kazan, John Kenneth Galbraith, La Pasionaria, Julio Iglesias, entre otros. Sus artículos se han publicado en El País, El Periódico y La Vanguardia. Desde 1981 y durante tres años, publicó una entrevista diaria para El Periódico.
Además, creó la revista Qué leer, dirigió programas de televisión, escribió discursos y guiones entre los que destacan la apertura y clausura de los Juegos Olímpicos de Barcelona.
En la editorial Plaza & Janés, fue directora de la colección de ensayo El círculo cuadrado.
El último libro que publicó Rivière fue Clave K  una sátira sobre el poder. Fue escrita 15 años antes, pero no publicada. Trata de las relaciones de poder en Cataluña. Debido a su enfermedad, no pudo acudir a la presentación del libro personalmente y envió un mensaje audiovisual.
Rivière falleció el 29 de marzo de 2015, a los 70 años, a causa de una enfermedad pulmonar.

## Premios
- 1983, Premio Ciudad de Barcelona de periodismo.
- 1992, Premio Espasa de Ensayo.
- 2007, Premio Reconocimiento a la trayectoria europeísta.
- 2010, Premio a la trayectoria periodística de la Asociación de Mujeres Periodistas de Cataluña.[12][13]

## Homenajes póstumos

### Premio Margarita Riviere
En 2015 se instauró el Premio Margarita Riviere al rigor periodístico con visión de género impulsado por la Associació de Dones Periodistes de Catalunya (ADPC) con el apoyo de la familia de la periodista, el Colegio de Periodistas de Cataluña y de la Concejalía de Ciclo de Vida, Feminismos y LGTB del Ayuntamiento de Barcelona. La ganadora de la primera edición del premio fue la periodista Milagros Pérez Oliva y de la segunda edición en 2016 fue para Soledad Gallego-Díaz.

### ExposiciónMargarita Rivière, abriendo puertas
En abril de 2016 se inauguró en el Colegio de Periodistas de Cataluña la exposición "Margarita Rivière, abriendo puertas" repasando la trayectoria profesional de la periodista y escritora con motivo del primer aniversario de su muerte.

## Publicaciones
Rivière publicó libros sobre feminismo, moda, política, biografía, cultura y periodismo.
- La moda, ¿comunicación o incomunicación? (1977)
- Anticonceptivos y control de natalidad, con Santiago Dexeus (1977)
- Historia de la media (1983)
- La generación del cambio (1984)
- La aventura de envejecer, con Santiago Dexeus (1987)
- Un rebelde en el poder: Pasqual Maragall, con Xavier Febrés (1991)
- Lo cursi y el poder de la moda (Premio Espasa de Ensayo 1992)
- Cómo ser progre y de derechas (1993)
- Periodista (1994)
- La década de la decencia (1995)
- Yo me escapé (1995)
- Vivir la madurez con optimismo, la apasionante aventura de envejecer, con Santiago Dexeus (1995)
- El problema, con José Gandía Casimiro (1996)
- El segundo poder (1998)
- Serrat y su época. Biografía de una generación (1998)
- Crónicas virtuales. La muerte de la moda en la era de los mutantes (1998)
- Mujeres y hombres: la impía rebelión, con Salvador Giner (1999)
- El mundo según las mujeres (2000)
- El problema Madrid-Barcelona (2000)
- El tabú: madre e hija frente a la regla, con su hija Clara Cominges Rivière (2001)
- El diario de Paloma Guerra (2002)
- 3x1, con Teresa Pàmies y Pilar Rahola (2003)
- Serrat: a los 60 años (2003)
- El malentendido: cómo nos educan los medios de comunicación (2003)
- El placer de ser mujer (2005)
- La fama. Iconos de la religión mediática (2009)
- Historia informal de la moda (2013)
- Diccionario de la moda (2014)
- En Clave K (2015)